# San Marcos liberando al esclavo
San Marcos liberando al esclavo, conocido en italiano como Il miracolo di San Marco o Il miracolo dello schiavo, es uno de los cuadros más conocidos del pintor Italiano Tintoretto. Está realizado en óleo sobre lienzo. Mide 415 cm de alto y 541 cm de ancho. Fue pintado en 1548, encontrándose actualmente en la Galería de la Academia de Venecia, Italia.
Es uno de los primeros cuadros realizados por Tintoretto sobre el patrono de Venecia, Marcos el Evangelista, que según la tradición, predicó en Alejandría (Egipto). Entre 1548 y 1563, Tintoretto ejecutó diversos lienzos sobre la vida de san Marcos. Son representaciones caracterizadas por una acción vehemente, desconocida hasta entonces en la pintura veneciana, con violentos escorzos. Fue pintado para la Scuola Grande di San Marco en Venecia, guardada en ese momento por Marco Episcopi, futuro padrastro del artista.
San Marcos liberando al esclavo es una obra maestra innovadora que asienta su estilo y consagró al maestro. En la actualidad es una de las obras más destacadas de la Galería de la Academia de Venecia, que la presenta en la misma sala que Cena en casa de Leví (1573) de Veronés. 
Representa un episodio tomado de la Leyenda dorada de Jacobo de la Vorágine: el servidor de un caballero provenzal va a ser castigado por haber venerado las reliquias del santo. Se le sometería a tortura con una máquina que le rompería los huesos y, además, iba a quedar ciego. La figura sentada en la parte del lado derecho, vestida de rojo intenso, es el caballero de Provenza, señor de quien va a ser castigado. Sin embargo, es salvado por la milagrosa intervención del santo. El santo está pintado en un sorprendente escorzo, en lo alto, en paralelo al escorzo de la figura del esclavo que yace en el suelo. 
Las figuras se enmarcan en un escenario arquitectónico. Pueden observarse aquí las diversas influencias de Tintoretto: por un lado, las anatomías y los escorzos típicamente miguelangelescos, por otro, los intensos y vivos colores propios de la escuela veneciana. 